# Wonder Woman
 For alternative betydninger, se Wonder Woman (flertydig). (Se også artikler, som begynder med Wonder Woman)
Wonder Woman er en tegneseriesuperhelt fra DC Comics, som debuterede i All Star Comics #8 (december 1941). Figuren blev skabt af William Moulton Marston, og han blev ikke mindst inspireret af to kvinder; sin kone, Elizabeth Holloway Marston, og en fælles ven, Olive Byrne.
Wonder Woman var blandt de første tegneseriesuperheltinder. Hun var i DC-universet med til at grundlægge superheltegruppen Justice League.

## I andre medier
Ud over tegneserier har figuren haft sin egen tv-serie i 1970'erne og er en fast bestanddel af tegnefilm om bl.a. Justice League. Der er desuden en spillefilm i 2009 og en spillefilm i 2017: Wonder Woman, med Gal Gadot i titelrollen.

## Kræfter
Wonder Woman er en amazone (som i den græske mytologi), og blandt sine egne er hun kendt som prinsesse Diana (igen en reference til mytologien – denne gang den romerske, hvor Diana svarer til Artemis i den græske mytologi). Uden for amazon-verdenen er hun både kendt som Wonder Woman og Diana Prince. Fra de olympiske guder har hun fået flere gaver, herunder sin lasso, armbånd, sværd og skjold.